# La dama di picche (racconto)
La dama di picche (in russo Пиковая дама?, Pikovaja Dama), anche La donna di picche, è un racconto del 1834 di Aleksandr Puškin.

## Trama
Il racconto si apre con una scena ambientata vicino a un tavolo da gioco, al quale alcuni ufficiali del Genio giocano a carte e chiacchierano del più e del meno; tra di loro c'è Hermann, un giovane ufficiale del Genio dalla personalità apparentemente razionale e dalla condotta irreprensibile. Pur essendo estremamente attratto dal gioco d'azzardo, non osa praticarlo, nella convinzione di non poter sacrificare l'indispensabile per procacciarsi il superfluo.
La sua lucidità viene però sconvolta dal racconto del suo commilitone Tomskij, che riferisce un aneddoto riguardante il passato di sua nonna, una nobildonna ormai decrepita, un tempo giocatrice appassionata. Secondo il racconto di Tomskij la donna, dopo aver perso un'ingente somma di denaro a carte a Parigi, chiese al conte di Saint-Germain un prestito per saldare il debito. Il conte, conoscendo la vecchia, le disse che prestarle dei soldi sarebbe equivalso a mantenerla nella situazione di debito nella quale già si trova: decise così di rivelarle un trucco per vincere a carte in ogni occasione. La donna entra così in possesso del segreto per vincere al gioco, che custodisce gelosamente.
La storia della vecchia contessa impressiona profondamente Hermann, che da quel momento sarà ossessionato dal desiderio di conoscere il suo misterioso metodo. Egli si apposta per vari giorni davanti all'abitazione della vecchia contessa e, attraverso le finestre, vi scorge la sua giovane badante Lizaveta Ivanovna. Un giorno, mentre lei e la contessa entrano nella carrozza, lui le si avvicina e le consegna una lettera. Una volta tornata a casa, Lizaveta legge la lettera e apprende dell'amore, ovviamente convenzionale, di Hermann. Ella rifiuta le avances di lui, ma Hermann si dimostra inflessibile e continua a corteggiarla con le lettere, fino a quando Lizaveta non cede e gli illustra passo passo come e quando entrare nell'abitazione senza farsi notare per avere un incontro notturno. Hermann penetra nell'abitazione e, dopo aver atteso alcune ore nell'ufficio della contessa, scorge la carrozza che torna presso l'abitazione e si nasconde. La contessa, con l'aiuto dei camerieri, si lava e si prepara per la notte. Una volta rimasta sola, Hermann l'avvicina cercando di non spaventarla e spiegandole che, grazie al suo segreto, potrebbe cambiare il destino di lui e di tutta la sua famiglia. Tuttavia la contessa non risponde e Hermann, vistosi costretto dall'ostruzionismo della vecchia, tira fuori una pistola, poi scopertasi scarica, e la minaccia. La contessa cade a terra e morta di paura. 
Hermann, distrutto non tanto dalla morte di lei ma dall'impossibilità di poter fruire del suo segreto, si reca nella camera di Lizaveta, le confessa l'accaduto e le chiede se ci sia un modo per lasciare l'abitazione senza farsi notare. Dopo aver assistito al funerale dell'anziana donna, Hermann rincasa e cade in un sonno profondo, dal quale si sveglia bruscamente. Un rumore gli annuncia l'ingresso di qualcuno, che si scopre essere il fantasma della contessa, il quale promette a Hermann di farlo vincere al gioco grazie a tre carte: il tre, il sette e l'asso. In cambio del disvelamento, il fantasma della contessa chiede a Hermann di sposare la ormai ex dama di compagnia e di giocare una sola di quelle carte a sera.
Il miraggio della ricchezza eccita la sensibilità del giovane ufficiale, le tre carte diventano per lui un pensiero fisso e dominante. Hermann ha finalmente occasione di giocare quando una sera, accompagnato da un suo amico, viene introdotto in una casa dove si tiene un banco di gioco. La prima sera egli punta 45 000 rubli sul tre, sbalordendo tutti e vincendo. La sera successiva accade la stessa identica cosa, con l'unica differenza che egli punta sul sette. L'ultima sera Hermann punta sull'asso ormai sicuro della sua buona riuscita; tuttavia la carta che esce è una regina di picche, nella quale crede di riconoscere il volto beffardo della contessa.
L'epilogo della storia vede Hermann rinchiuso in un istituto psichiatrico che ripete incessantemente le parole "tre, sette, asso, tre, sette, regina..."

## Opere derivate
Cinema
- La dama di picche, film del 1910 diretto da Pёtr Ivanovič Čardynin[1][2];
- La dama di picche, film del 1916 diretto da Jakov Aleksandrovič Protazanov[3][4];
- Szenzáció, film ungherese del 1922 diretto da Pál Fejös;
- Il demone del giuoco, film del 1937 diretto da Fëdor Ozep[5][6];
- La donna di picche, film del 1949 diretto da Thorold Dickinson[7][8];
- La donna di picche, film del 1965 diretto da Léonard Keigel[9][10];
- La donna di picche, film del 1982 diretto da Igor' Maslennikov[11][12].

Musica
- La dama di picche, opera lirica del 1850 composta da Fromental Halévy[13][14];
- La dama di picche, opera lirica del 1865 composta da Franz von Suppé[13][14];
- La dama di picche, opera lirica del 1890 musicata da Pëtr Il'ič Čajkovskij su libretto del fratello Modest Il'ič[15][16][13][14].

## Edizioni in italiano
- La donna di picche: racconto, dal russo di Pouchkine, Venezia: Tipografia M. Fontana, 1880.
- La dama di picche, Alessandro Pusckin; versione dal russo di E. W. Foulques, Napoli: Enrico M. Muca Tip. Edit., 1898.
- Puškin, Aleksandr Sergeevič, Donna di Picche: traduzione dall'originale Russo, di P. E. Santangelo, Palermo: Casa Ed. Prometeo, 1923.
- Puškin, Aleksandr Sergeevič, La donna di Picche: Novella russa, Firenze: G. Nerbini, 1930 (Vallecchi).
- Puškin, Aleksandr Sergeevič, La donna di picche: racconti traduzione integrale dal russo con prefazione e note di Leone Ginzburg, Torino: Slavia, 1931.
- Puškin, Aleksandr Sergeevič, La donna di picche ed altri racconti, traduzioni di Leone Ginzburg, Alfredo Polledro e Agostino Villa; illustrazioni originali di Marek Rudnicki, Torino: Einaudi, 197.
- Racconti russi, traduzione di Tommaso Landolfi, Milano: Longanesi & C., 1971.
- Puškin, Aleksandr Sergeevič, La donna di picche, a cura di Clara Strada Janovic, Venezia: Marsilio, 1998.
- Aleksandr S. Puskin, La donna di picche, traduzione di Silvio Polledro, introduzione di Eridano Bazzarelli, 4ª ed., Milano, Biblioteca Universale Rizzoli, 2002,  p. 103, ISBN 88-17-16896-3.
- Aleksandr S. Puskin, La donna di picche, traduzione di Paolo Nori, edito nella collana ZOOM Flash, Milano, Giangiacomo Feltrinelli, 2013,  p. 42, ISBN 9788858852002.